# Raggargänget
Raggargänget är en svensk dramafilm som hade biopremiär i Sverige den 3 september 1962, i regi av Ragnar Frisk.

## Handling
En raggarbil kraschar och man hittar en svårt skadad och en död i bilvraket. Två personer smiter från olycksplatsen. Polisen söker smitarna i ett raggargäng som håller till på "Morsans" raggarfik.
Berra och Kritan är de provocerande elementen i gänget. Svenne och Lillen är skötsamma bilmekaniker som bl.a. sysslar med boxning på fritiden. Svenne är kär i Kristina, men Kristinas pappa, disponent Kallgren, tycker att raggare är ett pack och förbjuder henne därför att träffa Svenne. Svenne ska snart ställa upp i svenska juniormästerskapen i boxning. Han tränas av Olle som även är Kritans övervakare.
En av flickorna i gänget har fest hemma. Kritan och Berra kommer dit, Kritan slår sönder inredningen, Berra misshandlar och våldtar Kristina, som uppmuntrat honom en del mest för att göra Svenne svartsjuk. På festen får Berra nys om att Lillens pappa har mycket pengar gömda hemma. Han planerar en kupp.
Boxningsmatchen går av stapeln. Svenne vinner och Kristinas pappa, som själv var en entusiastisk boxare i sin ungdom, inser att han varit orättvis mot Svenne och tycker nu att han är den bästa pojkvän Kristina kan få.
Berra och Kritan överfaller och rånar Lillens pappa, som skadas allvarligt. När de sätter sig ner för att räkna igenom pengarna upptäcker de att det är kinesiska sedlar.
Polisen misstänker Berra och Kritan för smitning och överfall och kommer till raggarfiket för att hämta dem. Berra sliter till sig Kristina, sätter en stilett mot hennes strupe, drar henne med sig ut och lyckas fly. Jakten genom staden slutar i ett rivningshus. När Berra inser att spelet är förlorat kastar han sig ned från taket.

## Om filmen
Filmen premiärvisades den 3 september 1962 på biograf Röda Kvarn i Gävle. Inspelningen av filmen utfördes vid Metronome Studios i Stocksund av Bent Williams. Trots de många duktiga skådespelarna som medverkar kan denna film kallas kalkonfilm.

### Mottagande
Svenska Dagbladets recensent Jolanta skrev bland annat "Nej, det psykologiska är inte denne svenske filmskapares starka sida. Det är en ovanlig samling färglösa ungdomar – trots autentisk kostymering och allmän utstyrsel – han för fram. Därför förefaller det närmast som slöseri att rollerna som gängets full fristående skummisar anförtrotts ett par riktiga skådespelare som Ernst Hugo Järegård och Jan Olof Strandberg".

## Rollista (i urval)
- Ernst-Hugo Järegård - Berra
- Jan-Olof Strandberg - Kritan
- Carli Tornehave - Bosse
- Sigge Fürst - Oskar Kallgren, disponent
- Maude Adelson - Kristina, hans dotter
- Britt Damberg - Mona, hans dotter, sångerska
- Edith Jansson - Morsan
- Morgan Andersson - Svenne
- Arne Källerud - Olle, boxningstränare
- Lars Göran Carlson - Lillen
- Arthur Fischer - Ström, portvakt, Lillens far
- Mona Andersson - Maggan, raggarbrud
- Laila Westersund - raggarbrud
- Solveig Ternström - raggarbrud

## Filmmusik i urval
- Det lyser grönt, musik: Charles Redland och Ingemar Fälth, text: Sven Paddock
- Helsåld, musik: Charles Redland, text: Sven Paddock
- Hem ljuva hem, musik: Charles Redland, text: Sven Paddock
- Hårda bud, musik: Charles Redland, text: Sven Paddock, sång: Carli Tornehave
- Raggen går, musik: Yngve Flyckt och Charles Redland, text: Sven Gunnar Johnson
- Twist, twist, musik: Bo-Göran Edling och Peter Himmelstrand, text:	Bo-Göran Edling

## DVD
Filmen gavs ut på DVD 2003 och 2007.

### Fotnoter
1. ↑  ”Raggargänget”. Svensk filmdatabas. 3 september 2025. http://www.sfi.se/sv/svensk-filmdatabas/Item/?itemid=4655&type=MOVIE&iv=Basic. Läst 24 september 2016.
2. ↑  Jolanta (7 oktober 1962). ”Agnlais: Raggargänget”. Svenska Dagbladet:  s. 21. https://www.svd.se/arkiv/1962-10-07/21. Läst 2 april 2019.